# Halzen Mesa
Die Halzen Mesa ist ein 1345 m hoher, länglicher und 5 km langer Tafelberg im ostantarktischen Viktorialand. Er ist der östlichste und größte der drei Tafelberge der Insel Range inmitten des Gebiets der Antarktischen Trockentäler. Die Flanken dieses Tafelbergs ragen steil 500 bis 600 m über die Talböden des Barwick Valley und des McKelvey Valley hinaus auf.
Das Advisory Committee on Antarctic Names benannte ihn 2005 nach dem belgisch-US-amerikanischen Physiker Francis Halzen (* 1944) von der University of Wisconsin–Madison, der ab 1988 im Rahmen des United States Antarctic Program am Antarctic Muon And Neutrino Detector Array und ab 2004 in sechs Kampagnen maßgeblich an der Einrichtung eines Neutrinodetektors im sogenannten IceCube auf der Amundsen-Scott-Südpolstation mitgewirkt hatte.